# 1194.
◄ | 11. stoljeće | 12. stoljeće | 13. stoljeće | ►
◄ | 1160-ih | 1170-ih | 1180-ih | 1190-ih | 1200-ih | 1210-ih | 1220-ih | ►
◄◄ | ◄ | 1191. | 1192. | 1193. | 1194. | 1195. | 1196. | 1197. | ► | ►►
Arhitektura • Astronomija • Knjige • Književnost • Kršćanstvo • Medicina • Pravo • Promet • Znanost

## Događaji
- 25. prosinca – Henrik VI., okrunjen za cara Sicilije
- Emerik, okrunjen za hrvatsko-ugarskog kralja
- Normani otkrivaju Svalbard
- Leopold VI. postaje štajerski vojvoda
- Utemeljeno Bečko Novo Mjesto
- U Blagaju završena i posvećena Crkva sv. Kuzme i Damjana

## Rođenja
- 16. srpnja – Klara Asiška, utemeljica redovničkog reda klarisa († 1253.)
- 26. prosinca − Fridrik II., car Svetog Rimskog Carstva († 1250.)

## Smrti
- 20. veljače – Tankred iz Leccea, kralj Sicilije

## Vanjske poveznice
|  | Zajednički poslužitelj ima još gradiva o temi 1194. |